# Pokrajina Treviso
Pokrajina Treviso (v italijanskem izvirniku Provincia di Treviso [provìnča di trevìzo]) je ena od sedmih pokrajin, ki sestavljajo italijansko deželo Benečija. Meji na severu s pokrajino Belluno, na vzhodu z deželo Furlanija - Julijska krajina, na jugu z metropolitanskim mestom Benetke in pokrajino Padova ter na zahodu s pokrajino Vicenza.

## Večje občine
Glavno mesto je Treviso, ostale večje občine so sledeča (podatki 31.12.2006):
| Občina              | Prebivalcev |
| ------------------- | ----------- |
| Treviso             | 81.763      |
| Conegliano          | 35.508      |
| Castelfranco Veneto | 33.048      |
| Montebelluna        | 29.886      |
| Vittorio Veneto     | 29.083      |
| Mogliano Veneto     | 27.708      |
| Paese               | 20.749      |
| Oderzo              | 19.413      |

## Naravne zanimivosti
Glavna reka tega ozemlja je Piava, ki izvira v pokrajini Belluno in teče proti vzhodu do izliva v Beneško laguno. Druga po važnosti je reka Sile, ki je znana predvsem po svojih izvirih v obliki fontane, katere domačini imenujejo fontanassi [fontanàci]. Zanimivo je ime glavnega izvira, fontanasso dea coa longa dobesedno fontana z dolgim repom. Vzdolž vse reke je bilo nekdaj nešteto mlinov; nekateri so še ohranjeni in opremljeni kot muzeji.
Seznam zaščitenih področij:
- Naravni rezervat Cansiglio (Riserva naturale Campo di Mezzo - Pian Parrocchia)
- Speleološki rezervat Bus della Genziana (Riserva naturale speleologica Bus della Genziana)
- Regijski park reke Sile (Parco naturale regionale del Fiume Sile)

## Zgodovinske zanimivosti
V srednjem veku se je pokrajina imenovala Marca trevigiana in je obsegala razen današnjega ozemlja tudi Furlanijo in vse področje do Gardskega jezera. Ni bilo ime politične enote, saj so deželi vladali razni fevdalci, pač pa samo zemljepisno poimenovanje. Izraz marca [màrka] pomeni, da je bilo mejno področje Karolinških posestev, kjer je grof prevzel višji naslov markiz (nem. Markgraf) in skrbel za vojaško obrambo meja.
Kakor v ostalih predelih današnje Benečije, so v dvanajstem stoletju tudi v Trevisu gospodovali Ezzelini, in sicer Alberico da Romano, brat Ezzelina III. Groznega. Kakor slednji, je bil tudi Alberico izredno krut, zato je bil leta 1260 surovo ubit z vso družino, s čimer je bilo konec dinastije.